# Rahko (mitologia)
Rahko conosciuto anche come Raako nella mitologia finlandese ed in quella careliana è considerato una divinità del tempo e del declino delle fasi della luna ed appare nelle storie della Finlandia settentrionale come un ladro che ha oscurato la Luna ed ha cercato di raggiungerla. 

Il suo nome è associato alle malattie e ad un cattivo padrone di casa. 

Sia per il nome che per la sua funzione, Rahko ricorda il mito indù della luna Rahua.